# Emilia-Schmalbeutelratte
Die Emilia-Schmalbeutelratte (Gracilinanus emiliae, Synonym: Marmosa emiliae) lebt im Norden von Brasilien, in den drei Guayanas, in Venezuela südlich und östlich des Orinoko, im Südosten von Kolumbien und im Osten der peruanischen Region Loreto.
Die Art ist nach der deutsch-brasilianischen Ornithologin Maria Emilie Snethlage benannt.

## Beschreibung
Die Tiere erreichen eine Kopfrumpflänge von 7,2 bis 8,7 cm und haben einen 12,8 bis 15,1 cm langen Schwanz und erreichen ein Gewicht von 10 bis 14 g. Damit ist die Emilia-Schmalbeutelratte die kleinste Art der Gattung Gracilinanus. Der Schwanz hat eine Länge von 180 % der Kopfrumpflänge und ist damit in Relation zur Kopfrumpflänge einer der längsten unter allen Beutelrattenschwänzen. Rücken und Körperseiten sind einfarbig rotbraun, wobei die Basis der Haare grau ist. Das Bauchfell und die Wangen sind weißlich oder cremefarben. Das Fell ist kurz und weich. Vorder- und Hinterpfoten sind cremefarben oder weißlich. Der Kopf hat die gleiche Färbung wie der Rücken. Die Augen sind von dunklen Ringen umgeben, von denen sich Ausläufer zur Nase aber nicht zu den Ohrbasen erstrecken. Die Ohren sind mittelgroß, leicht transparent, an der Basis undurchsichtig und an der Spitze transparent bräunlich oder grau. Der Schwanz ist einfarbig dunkelbraun oder grau und nur an der Basis behaart. Weibchen haben keinen Beutel. Die Anzahl der Zitzen liegt bei neun, je vier rechts und links und eine mittige. Der Karyotyp der Emilia-Schmalbeutelratte ist unbekannt.

## Lebensraum und Lebensweise
Die Emilia-Schmalbeutelratte kommt in Tieflandregenwäldern, in Primär- und Sekundärwäldern und in Galeriewäldern in von Savannen dominierten Gegenden vor. Sie ist nachtaktiv und lebt kletternd auf Bäumen und Sträuchern. Über ihre Ernährung, ihre Aktivitätsmuster und ihr Fortpflanzungsverhalten liegen bisher keine Informationen vor.

## Status
Für die Emilia-Schmalbeutelratte wird von der IUCN kein Gefährdungsstatus angegeben, da dafür zu wenig Daten vorliegen.

## Belege
1. 1 2 3 4  Diego Astúa: Family Didelphidae (Opossums). in Don E. Wilson, Russell A. Mittermeier: Handbook of the Mammals of the World – Volume 5. Monotremes and Marsupials. Lynx Editions, 2015, ISBN 978-84-96553-99-6. Seite 170.
2. ↑  Beolens, Watkins & Grayson: The Eponym Dictionary of Mammals. Johns Hopkins University Press, Baltimore 2009, ISBN 978-0-8018-9304-9, S. 125 (Emilia [PDF]).
3. ↑  Gracilinanus emiliae in der Roten Liste gefährdeter Arten der IUCN 2016. Eingestellt von: Pérez-Hernandez, R., Brito, D., Astua de Moraes, D. & Carmignotto, A.P., 2015. Abgerufen am 23. Januar 2020.